# 충남도청 핸드볼단
충남 도청 HC(Chungnam Provincial Government Handball Club)는 대한민국 충청남도 홍성군에 있는 핸드볼 선수단이다. 충청남도청이 운영하는 남자 세미프로 핸드볼단이며, 1999년에 창단되었다.

## 참고 문헌
- “스포츠지원포털 등록 현황”. 대한체육회.